# In Love & War
In Love & War – czwarty studyjny album amerykańskiej piosenkarki R&B, Amerie, wydany 3 listopada 2009 nakładem wytwórni Def Jam Recordings.

## Lista utworów
1. "Tell Me You Love Me" (Teddy Riley, Amerie) - 3:07
2. "Heard ' Em All" (Sean Garrett, Eric Hudson) - 3:23
3. "Dangerous" (Jonas Jeberg, Amerie) - 2:48
4. "Higher" (Warryn Campbell, Amerie) - 2:52
5. "Why R U" (The Buchanans, Amerie) - 3:17
6. "Pretty Brown" (featuring Trey Songz) (M-Phazes, Amerie) - 4:02
7. "More Than Love" (featuring Fabolous) (Del Pearson, Lenny Nicholson) - 4:14
8. "Swag Back" (Jim Jonsin, Rico Love) - 4:29
9. "You're a Star (Interlude)" (Amerie, Lenny Nicholson) - 1:52
10. "Red Eye" (Bryan-Michael Cox, Amerie) - 4:11
11. "The Flowers" (Karma, Amerie) - 5:16
12. "Different People" (M-Phazes, Amerie) - 3:55
13. "Dear John" (Tracknova, Amerie) - 4:12
14. "Heard 'Em All" (Remix featuring Lil Wayne)  (Tracknova, Amerie) - 3:56